# Topobates microsetosus
Topobates microsetosus är en kvalsterart som först beskrevs av Wallwork 1977.  Topobates microsetosus ingår i släktet Topobates och familjen Scheloribatidae. Inga underarter finns listade i Catalogue of Life.